# Lucien Charles Gautier
Pour les articles homonymes, voir Lucien Gautier et Gautier.
Lucien Gautier né Lucien Charles Gautier (1850-1924) est un théologien protestant suisse.

## Biographie
Lucien Gautier est issu de la famille Gautier de Genève, originaire de Gex. Il est le fils de l'astronome Émile Gautier et d'Élizabeth-Pauline-Victorine (née le 14 octobre 1829), fille de Louis Jean Sarasin (1776-1834) ; son frère est le futur directeur de l'Observatoire de Genève Raoul Gautier (1854-1931).
Le 8 juillet 1878, il épouse Berthe Victoire (1858-1939), fille du banquier Charles Hentsch (1826-1902) ; ensemble, ils ont cinq enfants.
Lucien Gautier s'inscrit à l'Académie de Genève en 1869 où il étudie la théologie jusqu'en 1872 ; à cette époque, son intérêt pour la philologie sémitique est déjà manifeste. Il poursuit ses études en 1873 à l'l'université de Tübingen, puis à l'université de Leipzig, où il obtient son doctorat en philosophie en 1877 avec la publication et la traduction d'un texte du théologien et mystique islamique Al-Ghazâlî.
En 1878, il est nommé professeur d'Ancien Testament à Lausanne à la Faculté de théologie de l'Église protestante libre du canton de Vaud, avant de démissionner en 1897 et de prendre sa retraite à Genève. L'un de ses étudiants était Auguste Gampert (de), plus tard doyen de la faculté de théologie de l'université de Genève.
Lucien Gautier se rend en Palestine de 1893 à 1894 et en 1899, et il écrit Au-delà du Jourdain en 1895.
Sa découverte des recherches sur la théorie des sources du Pentateuque de Julius Wellhausen, ainsi que l'exégèse historico-critique de l'Ancien Testament, ont été décisives pour son parcours de vie.
Durant sa retraite à Genève, il écrit ses œuvres majeures, Souvenirs de Terre Sainte en 1898 et Autour de la mer Morte en 1901, et surtout, de 1909 à 1914, l'Introduction à l'Ancien Testament en deux volumes, qui restera la clé de l'exégèse allemande pour les protestants francophones pendant plus d'un demi-siècle.
En 1885, 1886, 1891 et 1892, il a été président du synode de l'église libre vaudoise.
Il est en correspondance avec Karl Marti (de).

## Œuvres
- Introduction à L'Ancien Testament, Tome 1, G. Bridel, (1906), 671 p.
- Introduction à L'Ancien Testament, Tome 2, Nabu Press, 2010, 654 p.  (ISBN 1-14-356600-9)
- Souvenirs de Terre-Sainte, Forgotten Books, 2019, 478 p.  (ISBN 0-26-634529-8)
- Au delà du Jourdain : souvenirs d'une excursion faite en mars 1894, Hachette - BnF, 2017, 160 p.  (ISBN 2-01-920386-3)
- La Mission du prophète Ézéchiel, G. Bridel, (1891), 376 p. ASIN: B001C9117O